# Sinoševići
Sinoševići (cyr. Синошевићи) – wieś w Serbii, w okręgu morawickim, w gminie Gornji Milanovac. W 2011 roku liczyła 174 mieszkańców.